# Bukedea
Bukedea – miasto we wschodniej Ugandzie. Według danych na rok 2011, w mieście mieszkało około 37 tys. osób. Stolica, główne miejskie, administracyjne i handlowe centrum dystryktu Bukedea.